# Hrabstwo Washington (Idaho)
Hrabstwo Washington (ang. Washington County) – hrabstwo w stanie Idaho w Stanach Zjednoczonych. Obszar całkowity hrabstwa obejmuje powierzchnię 1473,54 mil² (3816,45 km²). Według szacunków United States Census Bureau w roku 2009 miało 10 119 mieszkańców. Jego siedzibą administracyjną jest Weiser.
Hrabstwo ustanowiono 20 lutego 1879 r. Nazwa pochodzi od nazwiska pierwszego prezydenta USA George'a Waszyngtona. Pierwszym białym człowiekiem na tym obszarze był Donald MacKenzie, a osadnicy pojawili się tutaj w latach 60. XIX, kiedy to odkryto złoża złota.

## Miejscowości
- Cambridge
- Midvale
- Weiser